# M/S Dalarö
M/S Dalarö ingår i svenska Waxholmsbolagets flotta. Hon är det tredje av tre fartyg, som har levererats av Moen Slip A/S i Kolvereid i Norge till Waxholmsbolaget med hiss ombord mellan däcken. M/S Dalarö levererades i februari 2005 och trafikerar vanligen Möjatraden.

## Bildgalleri

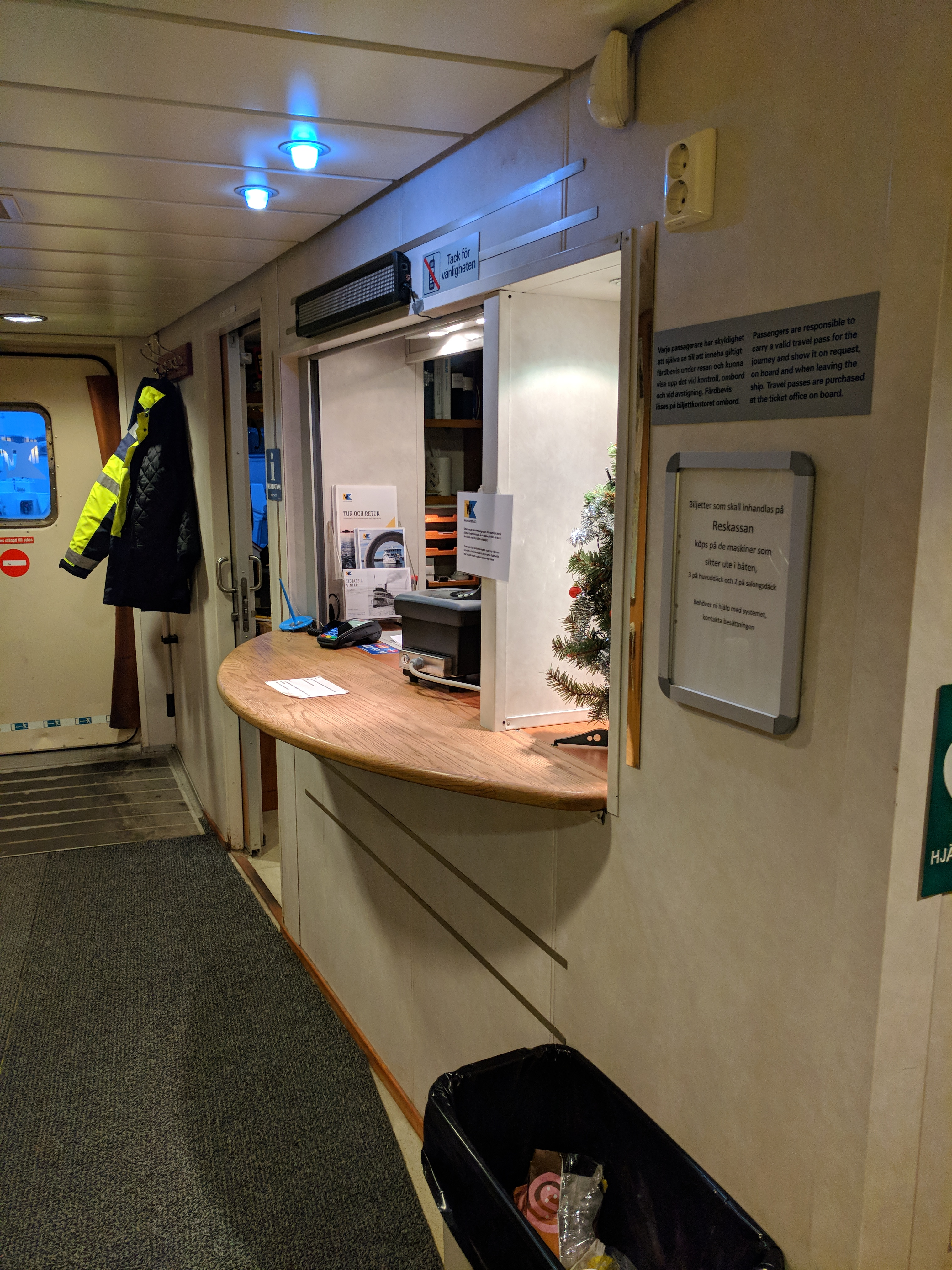
Informationsdisk
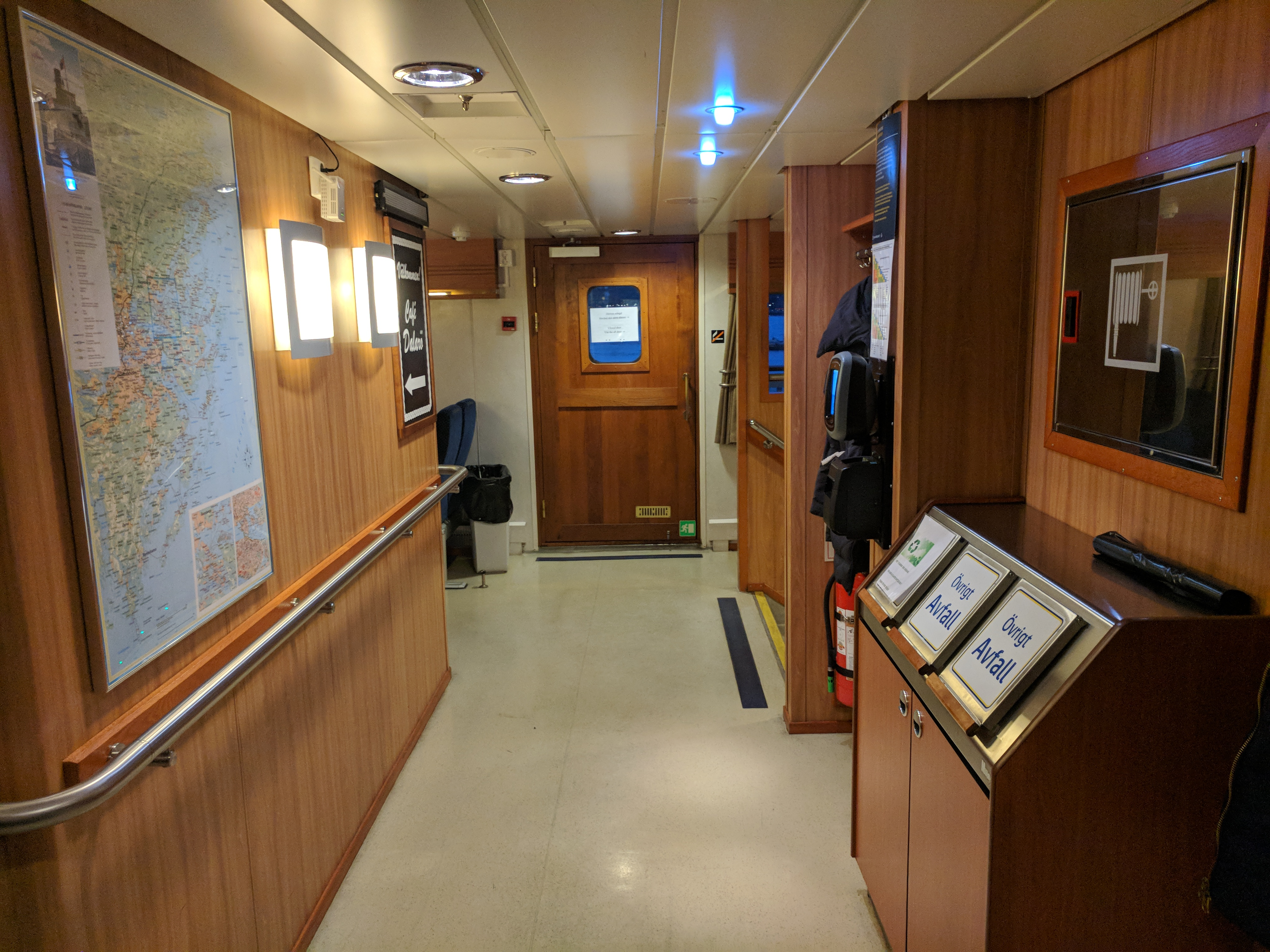
Korridor
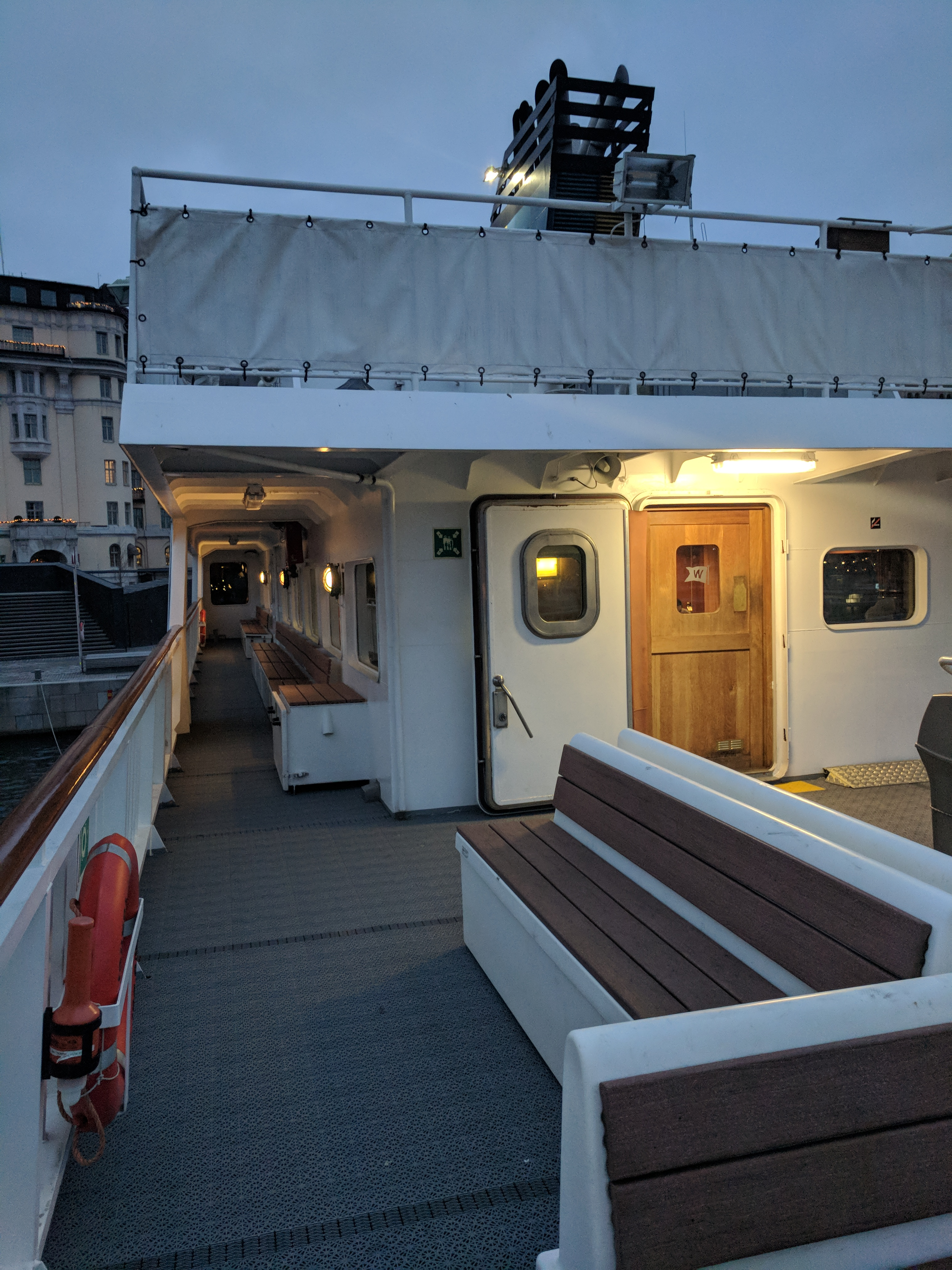
Ute
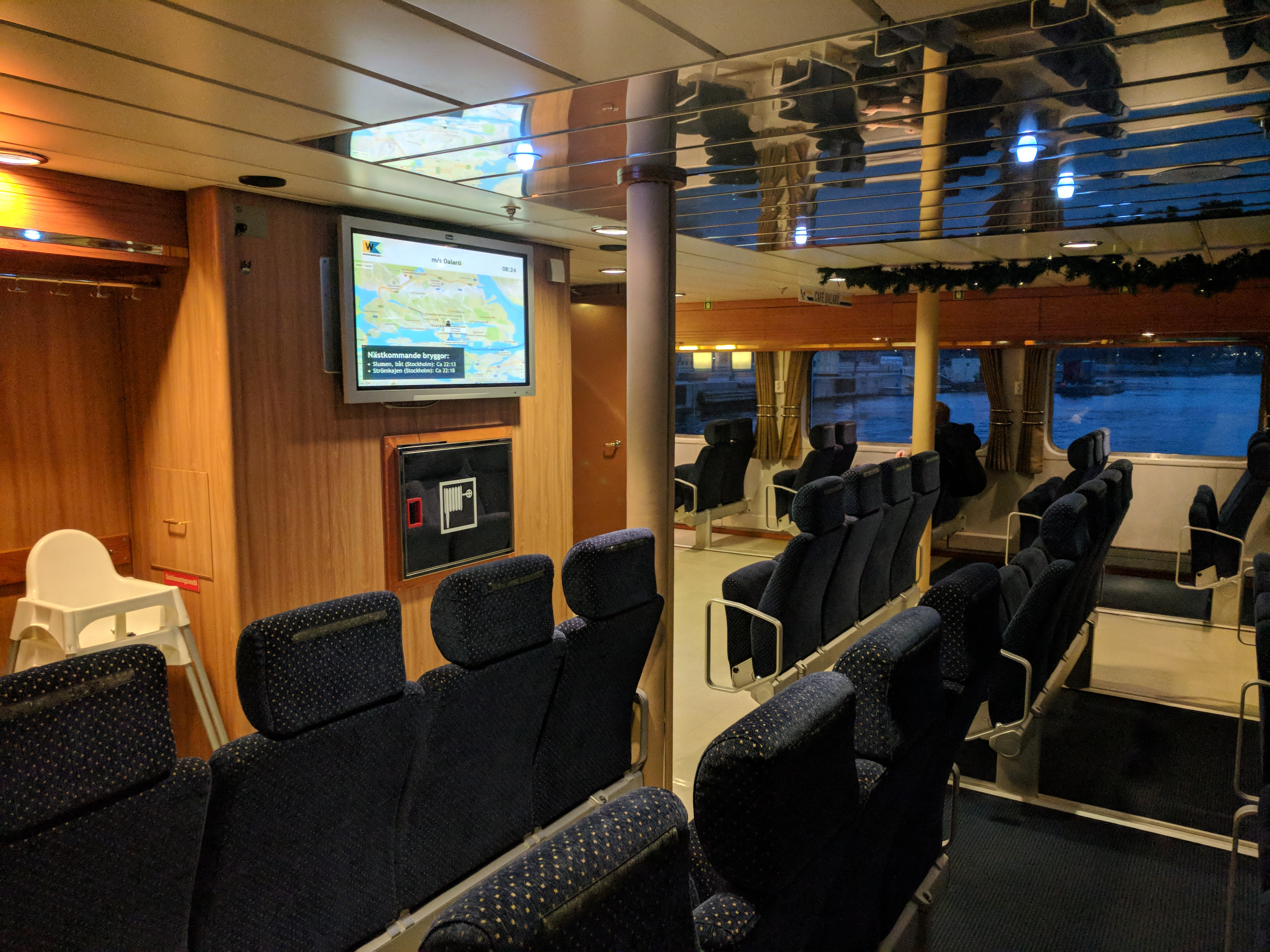
Salong
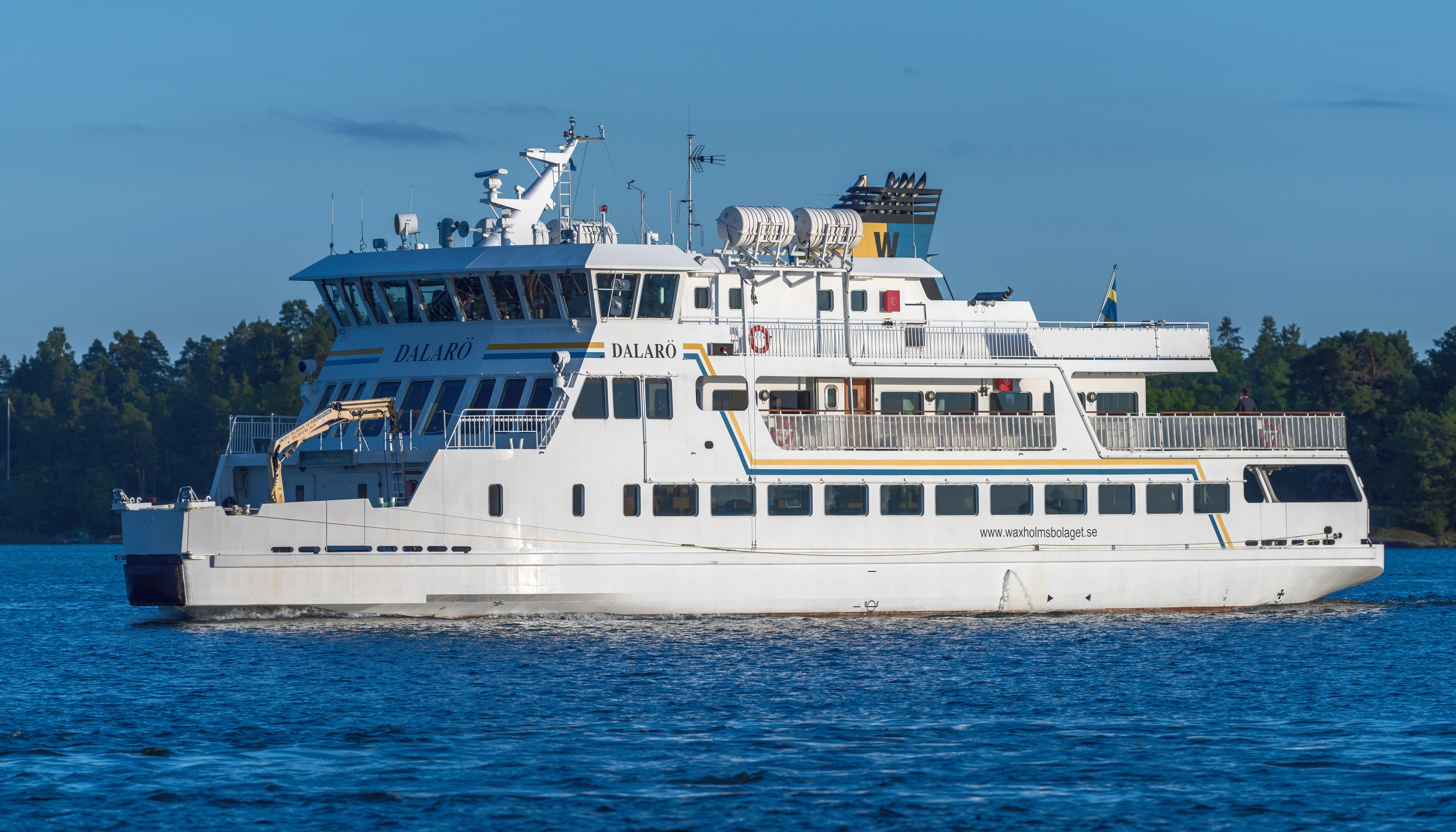
Dalarö anländer Vaxholm
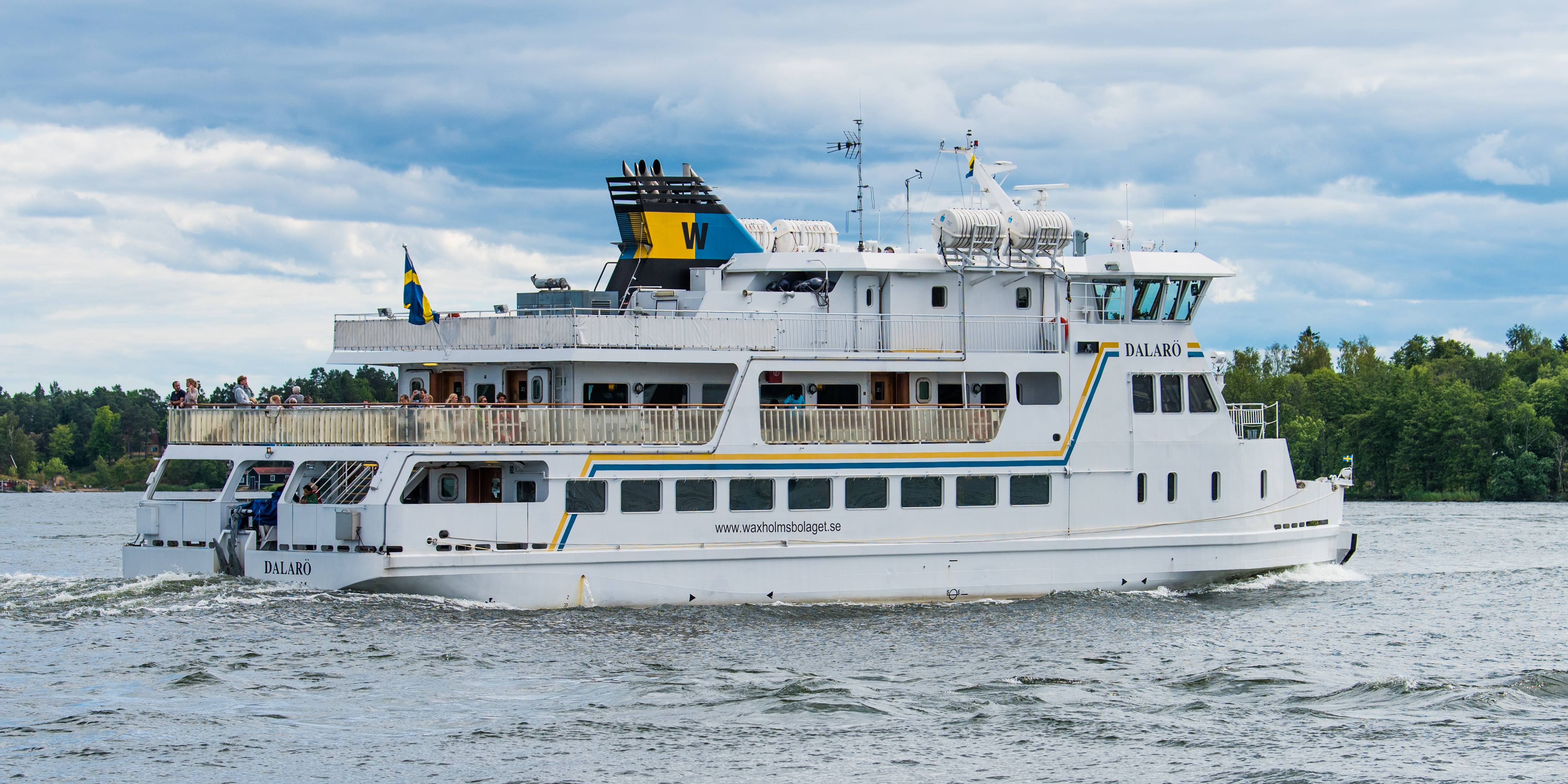
Dalarö lämnar Vaxholm